# 2-羟基雌二醇
2-羟基雌二醇（英語：2-Hydroxyestradiol，缩写2-OHE2，或称为雌甾-1,3,5(10)-三烯-2,3,17β-三醇）是一种内源性的儿茶酚雌激素和雌二醇的代謝產物，也是雌三醇的结构异构体，主要在肝脏生成。